# Judith Beckmann
Judith Beckmann (* 10. Mai 1935 in Jamestown (North Dakota); † 19. Februar 2022) war eine US-amerikanische Opernsängerin (Sopran). Sie absolvierte den Großteil ihrer Karriere an Häusern in Deutschland und Österreich.

## Leben
Judith Beckmann wurde als Kind einer Opernsängerin und eines Pianisten geboren. Ihre erste musikalische Ausbildung erhielt sie an der University of Southern California und der Music Academy of the West in Santa Barbara sowie von Lotte Lehmann und ihrem Vater. 1961 gewann sie in San Francisco einen Gesangswettbewerb, durch den sie ein Stipendium in Deutschland bei Henny Wolff in Hamburg und bei Franziska Martienssen-Lohmann in Düsseldorf erhielt. Ihr musikalisches Debüt hatte sie 1962 am damaligen Nationaltheater in Braunschweig in der Rolle der Fiordiligi in Mozarts Oper Così fan tutte. Dies war der Beginn einer andauernden und erfolgreichen Karriere mit Engagements an der Deutschen Oper Berlin und der Bayerischen Staatsoper in München.
Ab 1964 war sie ständiges Mitglied an der Deutschen Oper am Rhein in Düsseldorf und ab 1967 an der Staatsoper in Hamburg. Ab 1971 folgten ständige Engagements an der Wiener Staatsoper. 1975 wurde sie gleichzeitig mit Plácido Domingo zur Hamburger Kammersängerin ernannt. Ihre größten Erfolge feierte sie 1988 in der Titelrolle der Oper Ariadne auf Naxos von Richard Strauss am Theater Dortmund und als Marschallin in der Oper Der Rosenkavalier am Teatro Regio in Turin.
In späteren Jahren war sie als Gesangslehrerin tätig. Zu ihren Schülern zählten die deutsche Mezzosopranistin Daniela Sindram und die Sopranistin Ilse-Christine Otto.